# 圣萨维奥勒
圣萨维奥勒（法語：Saint-Saviol，法語發音：[sɛ̃ savjɔl]）是法国新阿基坦大区维埃纳省的一个旧市镇，属于蒙莫里永区。2024年1月1日，圣萨维奥勒与市镇圣马库合并为新市镇瓦勒德孔波尔泰，圣萨维奥勒为新市镇行政中心。

## 地理
圣萨维奥勒（46°8'21"N, 0°13'44"E）面积10.81 平方千米，位于法国新阿基坦大区维埃纳省，该省份为法国中西部省份，北起曼恩-卢瓦尔省和安德尔-卢瓦尔省，西接德塞夫勒省，南至夏朗德省，东南接上维埃纳省，东临安德尔省。
与圣萨维奥勒接壤的市镇（或旧市镇、城区）包括：圣戈当、利马隆日、利纳宰、圣马库、圣皮埃尔-代克西德伊。
圣萨维奥勒的时区为UTC+01:00、UTC+02:00（夏令时）。

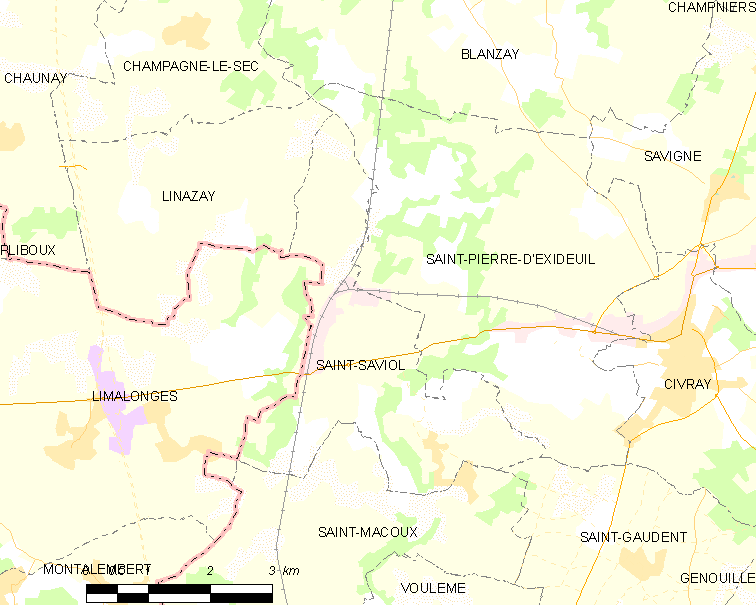
圣萨维奥勒的OSM定位图

## 行政
圣萨维奥勒的邮政编码为86400，INSEE市镇编码为86247。

## 政治
圣萨维奥勒所属的省级选区为锡夫赖县。

## 人口

1962-2008年间圣萨维奥勒人口变化图示

圣萨维奥勒于2020年1月1日时的人口数量为535人。